# Cophura hennei
Cophura hennei är en tvåvingeart som beskrevs av Wilcox och Martin 1945. Cophura hennei ingår i släktet Cophura och familjen rovflugor.
Artens utbredningsområde är Kalifornien. Inga underarter finns listade i Catalogue of Life.